# 1948

## Події
- 25 лютого — У Чехословаччині всю повноту влади захопили комуністи, так званий «Переможний лютий»
- 10 грудня — Генеральною Асамблеєю прийнято Загальну декларацію прав людини.
- 14 травня — була підписана Декларація про незалежність Ізраїлю
- Заснований Міжнародний союз охорони природи.
- Проєкт першої в СРСР цифрової ЕОМ (Рамеєв Башир Іскандерович, Брук Ісаак Семенович).
- 29 жовтня — Указ Президії Верховної Ради СРСР про нагородження «за успішне виконання спеціального завдання Уряду» по боротьбі з націоналістичним підпіллям в Західній Україні.
- 9 грудня — Генеральною Асамблеєю ООН (резолюцією 260 A (III)) ратифікована «Конвенція про запобігання злочину геноциду та покарання за нього» (див. також: 10 грудня)

### Наука
- Джордж Гамов передбачив реліктове випромінювання.
- Теоретично передбачено ефект Казиміра.

## Народились
Дивись також Категорія:Народились 1948
- 1 січня — Рудаков Євген, український футболіст, воротар київського «Динамо».
- 8 січня — Девід Бові, англійський рок-співак, актор.
- 14 січня — Харламов Валерій Борисович, совєцький хокеїст.
- 16 січня — Джон Карпентер, американський кінорежисер, сценарист.
- 17 січня — Мік Тейлор, англійський рок-співак, музикант (Rolling Stones).
- 20 січня — Натан Щаранський, ізраїльський політичний діяч
- 27 січня — Михайло Баришников, американський танцюрист і актор.
- 30 січня — Гурвіц Едуард, український політик.
- 4 лютого — Еліс Купер, американський рок-співак.
- 5 лютого — Свен-Йоран Ерікссон, шведський футбольний тренер.
- 19 лютого — Тоні Айоммі, британський рок-музикант, гітарист (Black Sabbath).
- 29 лютого — Янті Сомер[fi], фінська кіноакторка.
- 14 березня — Біллі Крістал, американський співак, актор.
- 22 березня — Ендрю Ллойд Веббер, англійський композитор, продюсер.
- 25 березня — Бонні Баделіа, американська акторка.
- 26 березня — Стівен Тайлер, американський рок-співак (Aerosmith).
- 27 березня — Жарков Олексій Дмитрович, російський кіноактор.
- 31 березня — Винокур Володимир, російський естрадний артист.
- 31 березня — Альберт Ґор, американський політичний діяч.
- 3 квітня — Дикуль Валентин Іванович, російський цирковий артист.
- 14 квітня — Фергюссон Ларрі, американський музикант, клавішник гурту Hot Chocolate.
- 20 квітня — Фрост Крейг, музикант, клавішник гурту Grand Funk Railroad.
- 5 травня — Білл Ворд, ударник гурту Black Sabbath.
- 12 травня — Ліндсей Круз, американська акторка.
- 12 травня — Стів Вінвуд, британський рок-музикант, мультиінструменталіст, співак (Traffic, Spencer Davis Group, Blind Faith).
- 14 травня — Мег Фостер, американська кіноакторка.
- 15 травня — Браян Іно, англійський музикант (клавішник), композитор, продюсер.
- 21 травня — Лео Сеєр, англійський попспівак.
- 25 травня — Клаус Майне, вокаліст німецької гурту Scorpions.
- 26 травня — Стіві Нікс, американська співачка, композитор (Fleetwood Mac).
- 24 червня — Патрік Мораз, швейцарський музикант, клавішник груп Yes і The Moody Blues.
- 28 червня — Кеті Бейтс, акторка.
- 29 червня — Ієн Пейс, рок-музикант.
- 4 липня — Джеремі Спенсер, гітарист гурту Fleetwood Mac.
- 6 липня — Наталі Бай, французька акторка.
- 7 липня — Ларрі Рейнхардт, гітарист, рок-музикант (Iron Butterfly).
- 17 липня — Рон Ештон, гітарист знаменитої групи The Stooges, що вважається одною з родоначальниць панк-музики.
- 30 липня — Жан Рено, французький актор.
- 1 серпня — Калниньш Івар, латиський актор.
- 6 серпня — Авілов Микола Вікторович, український легкоатлет, десятиборець, олімпійський чемпіон, світовий рекордсмен.
- 6 серпня — Корінь Антоніна Михайлівна, поетеса, громадський діяч, член Національної спілки письменників України.
- 20 серпня — Роберт Плант, рок-музикант, вокаліст Led Zeppelin.
- 23 серпня — Єхануров Юрій Іванович, український державний діяч.
- 24 серпня — Жан-Мішель Жарр, французький музикант, композитор.
- 30 серпня — Скумін Віктор Андрійович, професор, громадський діяч, президент-засновник Міжнародного громадського Руху «До Здоров'я через Культуру».
- 3 вересня — Дональд Брюер, рок-музикант, композитор.
- 10 вересня — Костолевський Ігор Матвійович, російський актор.
- 19 вересня — Джеремі Айронс, британський актор.
- 19 вересня — Михайло Тімофті Режисер, актор, музикант.
- 20 вересня — Чак Паноццо, американський рок-музикант, бас-гітарист Styx.
- 20 вересня — Джон Паноццо, американський рок-музикант, ударник гурту Styx.
- 26 вересня — Олівія Ньютон-Джон, австралійська співачка.
- 26 вересня — Владімір Ремек, перший чеський космонавт.
- 29 вересня — Марк Фарнер, американський рок-музикант, співак, гітарист гурту Grand Funk (Railroad).
- 5 жовтня — Браян Коннолі, британський рок-співак (The Sweet).
- 8 жовтня — Клод Жад, французька акторка (пом. 2006).
- 12 жовтня — Рік Партіфф, англійський рок-музикант, співак (Status Quo).
- 15 жовтня — Гаврилюк Іван Ярославович, український актор.
- 15 жовтня — Кріс де Бург, ірландський попспівак, композитор.
- 6 листопада — Гленн Фрай, американський рок-музикант, композитор, співак (The Eagles).
- 9 листопада — Матвієнко Віктор, український футболіст.
- 10 листопада — Грег Лейк, рок-музикант, співак.
- 12 листопада — Еррол Браун, ямайський композитор, співак (Hot Chocolate).
- 14 листопада — Чарльз III, король Сполученого Королівства.
- 14 листопада — Джеймс Янг, американський рок-музикант Styx.
- 22 листопада — Маргарет Марков[en], американська кіноакторка.
- 3 грудня — Оззі Осборн, британський рок-музикант, співак.
- 20 грудня — Оркідея Де Сантіс, італійська акторка кіно, театру та телебачення, еротична модель і радіоведуча.
- 21 грудня — Семюел Лірой Джексон, американський актор.
- 27 грудня — Жерар Депардьє, французький актор театру і кіно.
- 31 грудня — Донна Саммер, американська поп-співачка.

## Померли
Див. також Категорія:Померли 1948
- 17 вересня — єврейськими терористами в Єрусалимі вбито спецпредставника ООН Фольке Бернадота.
- 6 жовтня — Іван Іванович Черінько, український і туркменський художник і педагог (*1908).
- 2 січня — Енрік Казановас, іспанський скульптор.

## Нобелівська премія
- з фізики: Патрік Блекетт — «За вдосконалення методу камери Вільсона й зроблені у зв'язку із цим відкриттями в області ядерної фізики й космічної радіації».
- з хімії: Арне Тіселіус — «За дослідження електрофорезу і адсорбційного аналізу, особливо за відкриття, пов'язане з комплексною природою білків сироватки»
- з медицини та фізіології: Пауль Герман Мюллер — «За відкриття високої ефективності ДДТ як контактної отрути проти багатьох видів членистоногих»
- з літератури: Томас Стернз Еліот
- премія миру: Премію не присуджували

## Сталінська премія
- Асаф'єв Борис Володимирович